# Főangyal

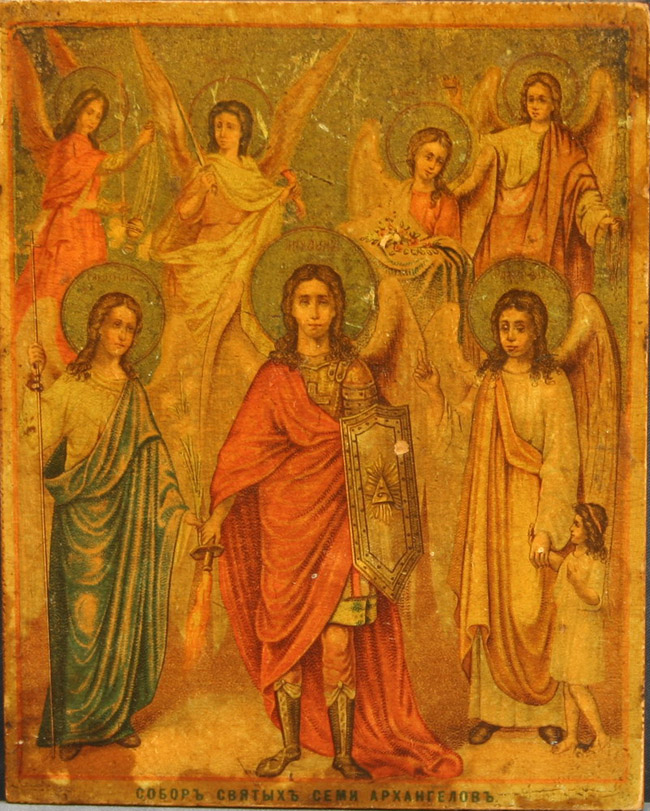
A hét arkangyal (19. századi orosz ikon)

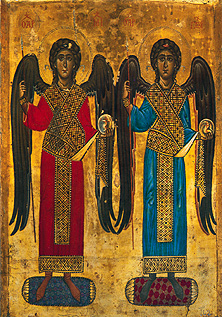
Mihály és Gábriel arkangyal

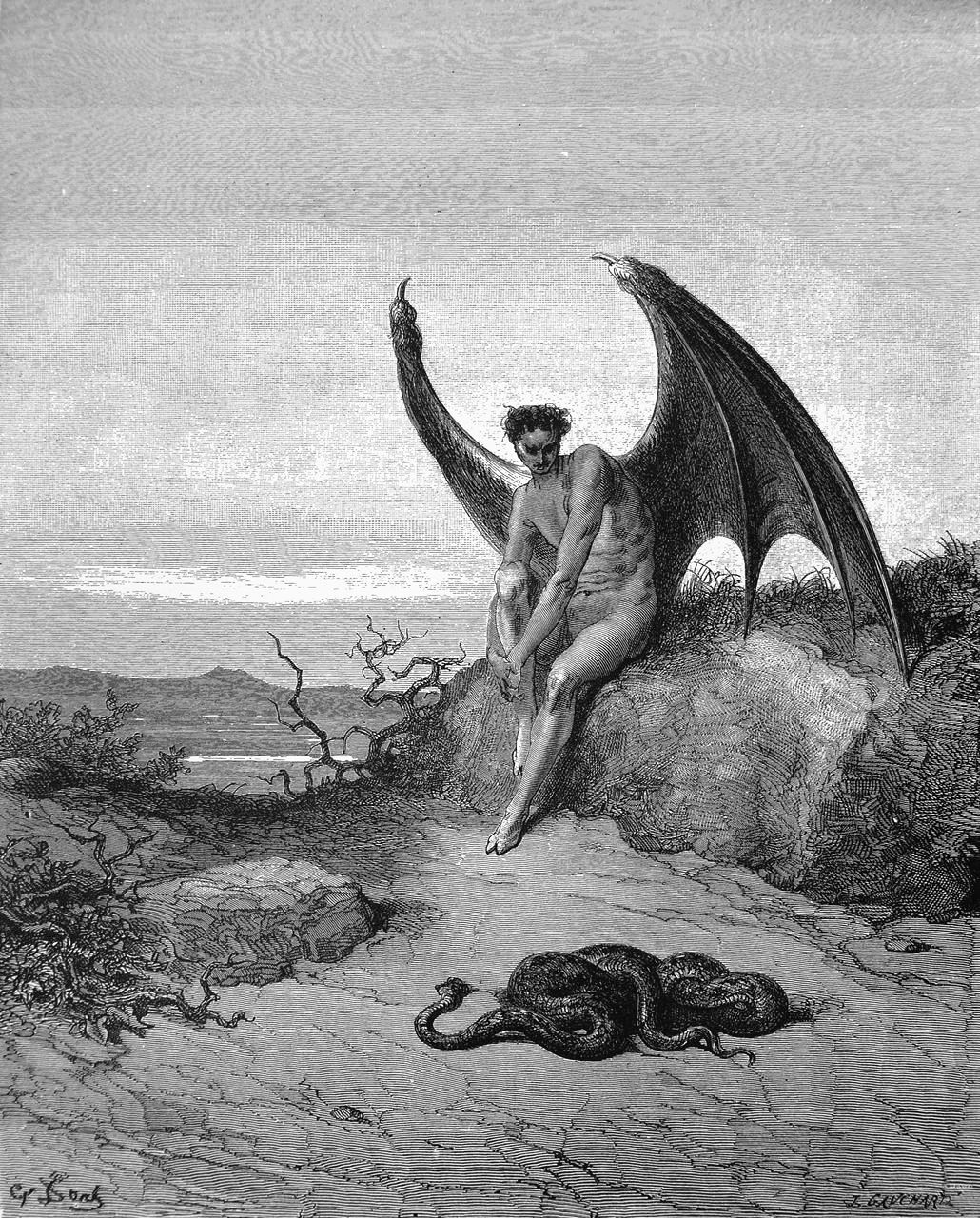
Lucifer

A főangyalok (más néven arkangyalok, görögül: Αρχάγγελοι) Isten hírvivői, magasabb rangú angyalok.
A zsidó és a keresztény vallás hét, az iszlám négy arkangyalt ismer.

## Kereszténység és judaizmus
- Mihály arkangyal
- Gábriel arkangyal
- Rafael arkangyal
- Uriél arkangyal
- Száriel arkangyal
- Raguél arkangyal[1]
- Ramiél arkangyal[forrás?]

A római katolikus és ortodox kereszténység által használt Bibliában az első három, a protestánsok és a héberek által használt Bibliában csak az első kettő szerepel, mivel Rafael Tóbiás könyvében van említve, amit az utóbbiak nem ismernek el sugalmazottnak. A többi arkangyal név rabbinikus és apokrif művekből való.
Többnyire ide sorolják Lucifert (Helél néven) is, mint aki eredetileg szintén arkangyal volt (köztük is a leghatalmasabb), de elbukott, és a gonosz angyalok vezetőjeként Sátánná lett.

## Iszlám
- Dzsibril (Gábriel)
- Mikail (Mihály)
- Israfil (Rafael)
- Azrail (Sariél)